# Plutoni 239
El plutoni 239 (239Pu o Pu-239) és un isòtop del plutoni. Es tracta de l'isòtop físsil primari utilitzat per a la producció d'armes nuclears, encara que també s'ha utilitzat l'urani 235. El plutoni 239 també és un dels tres isòtops principals que s'ha demostrat que són utilitzables com a combustible en reactors nuclears, juntament amb l'urani 235 i l'urani 233. Té un període de semidesintegració de 24.100 anys.